# سمسم رأس الرجاء
سمسم رأس الرجاء (الاسم العلمي:Sesamum capense) هو نوع من النباتات يتبع جنس السمسم من الفصيلة البيدالية.